# Ner (Maharashtra)
Ner es una ciudad y  municipio situada en el distrito de Yavatmal en el estado de Maharashtra (India). Su población es de 29302 habitantes (2011). Se encuentra a  32 km de Yavatmal.

## Demografía
Según el censo de 2011 la población de Ner era de 29302 habitantes, de los cuales 14762 eran hombres y 14540 eran mujeres. Ner tiene una tasa media de alfabetización del 90,57%, superior a la media estatal del 82,34%: la alfabetización masculina es del 93,37%, y la alfabetización femenina del 87,74%.